# Anne Cheng
Anne Cheng-Wang (París, 11 de julio de 1955) es una sinóloga e intelectual francesa. Desde 2008 es titular en el Collège de France de la cátedra "Historia intelectual de la China".

## Trayectoria
Anne Cheng es egresada de la École Normale Supérieure y Doctora en sinología de la Universidad de París VII (1982). En el Instituto nacional de lenguas y civilizaciones orientales (INALCO) enseña filosofía china, y fue titular de la cátedra "Historia intelectual de la china y del mundo sinosado".
Es hija de François Cheng, miembro de la Académie française.
Cheng ha realizado traducciones de obras destacadas del pensamiento confuciano. Destacar la traducción integral de Entretiens de Confucius, con introducción, notas, cartas y cronología, publicado en París en 1981 por Éditions du Seuil, con una segunda edición en 1985. También reeditó en la colección «Les grands textes sacrés de l'humanité» en 1992. Ha realizado traducciones al portugués de Diálogos de Confucio, en 1983 y  en 1989 al italiano de Confucio Dialoghi publicado en Mondadori.
Cheng profundiza en sus investigaciones sobre el confucianismo en muchas de sus obras. Entre estas, la publicada en 1985 en París, Étude sur le confucianisme han: l'élaboration d'une tradition exégétique sur les classiques, por el Collège de France et Institut des Hautes Études Chinoises, profundiza en la tradición confuciana así como su influencia en otros filósofos.
Chen publicó en 1997, Histoire de la pensée chinoise, en Éditions du Seuil. Obra premiada en 1997 con el Premio Stanislas Julien de la Académie des inscriptions et belles-lettres y con el Premio Dagnan-Bouveret de la Académie des sciences morales et politiques. El libro fue revisado y puesto al día para su nueva edición de 2002 en la colección «Points-Essais». Este libro ha sido traducido en numerosos idioma. y reconocido por la BnF (Biblioteca Nacional de Francia).
Cheng ha dirigido y coordinado publicaciones. Dirigió y coordinó el número especial de abril de 2005 de la Revue internationale de philosophie, vol. 59, no 232: «La philosophie chinoise moderne», el número especial de octubre de 2005 de Extremo Oriente/Extremo Occidente, no 27, «Y a-t-il une philosophie chinoise? Un état de la question», y escribió el artículo Y a-t-il une philosophie chinoise? Est-ce une bonne question? en el mismo número.
Cheng dirigió en 2007 el volumen colectivo La pensée en Chine aujourd’hui de la colección «Folio Essais» publicado por Gallimard.
Ha escrito numerosos textos en varios idiomas, principalmente chino y francés. Su obra está reconocida a nivel internacional con reseñas y críticas en instituciones como el Centro de estudios de la China moderna y contemporánea de la Escuela de Estudios Superiores en Ciencias Sociales o entrevistas en diferentes medios como la del diario El País en España.

## Libros
- 1985 Étude sur le confucianisme Han. L'élaboration d'une tradition exégétique sur les classiques, Institut des hautes études chinoises, col. «Mémoires de l'Institut des hautes études chinoises»(ISBN 2857570368)
- 2007 La pensée en Chine aujourd'hui, con Jean-Philippe de Tonnac, Paris, Éditions Gallimard, col. «Folio essais». (ISBN 978-2070336500)
- 2009 La Chine pense-t-elle?, Éditions Fayard, 2009 (ISBN 9782213642925).[8]

## Artículos

### En chino
- « Faguo dui Zhongguo zhexueshi he rujiao de yanjiu 法国对中国哲学史和儒教的研究» (Les études françaises sur l'histoire de la philosophie chinoise et le confucianisme)», Shijie Hanxue 世界汉学, Beijing no 1 (1998), p. 94-99.
- « Zhongguo shijiu shiji wanqi de chuantong jingwen yu weixin jingshen - jin guwen zhi zheng zai Qingdai de fuxing 今古文之争在清代的复兴» (El resurgimiento de la controversia jinwen/guwen sobre los Qing)» Faguo Hanxue 法国汉学, [Beijing, Qinghua daxue chubanshe, no 3 (1998), p. 163-187.
- « Zhongguo chuantong sixiang zhong de kongjian guannian 中国傳統思想中的空間觀念 (La noción de espacio en el pensamiento tradicional chino)», Faguo Hanxue 法國漢學 (Sinología francesa), Beijing, Zhonghua shuju, no 9 (2004), p. 3-12.

### En francés
- Si c'était à refaire... ou de la difficulté de traduire ce que Confucius n'a pas dit, in Viviane Alleton et Michael Lackner (éd.), De l'un au multiple: traduction du chinois vers les langues européennes, Paris, Éditions de la Maison des sciences de l'homme, 1999, p. 205-217.
- «Émotions et sagesse dans la Chine ancienne: L'élaboration de la notion de qing dans les textes philosophiques des Royaumes Combattants jusqu'aux Han», Études chinoises: Mélanges de sinologie offerts à Monsieur Jean-Pierre Diény, I, vol. XVIII, 1-2 (primavera-otoño, 1999), p. 31-58.
- Confucianisme, post-modernisme et valeurs asiatiques, in Yves Michaud (éd.), Université de tous les savoirs, vol. 6: Qu'est-ce que la culture?, Paris, Éditions Odile Jacob, 2001, p. 80-90.
- Le corpus canonique confucéen, en Luce Giard et Christian Jacob (éd.), Des Alexandries I. Du livre au texte, Paris, Bibliothèque nationale de France, 2001, p. 163-178.
- Bouddhisme et pensée des lettrés au iiie siècle: le cas de Wang Bi (226-249), in Catherine Despeux (éd.), Bouddhisme et pensée des lettrés dans la Chine médiévale, Paris/Louvain, Peeters, 2002, p. 7-23.
- Les métamorphoses du lecteur des Classiques dans la Chine impériale, in Christian Jacob (éd.), Des Alexandries II. Les métamorphoses du lecteur, Paris, Bibliothèque nationale de France, 2003,p. 207-220.
- Modernité et invention de la tradition chez les intellectuels chinois du XXe siècle, in Yves Michaud (éd.), La Chine aujourd'hui, « Université de tous les savoirs», Odile Jacob, 2003, p. 179-196.[9][10]
- Confucius, philosophe?, catalogue de l'exposition Confucius. À l'aube de l'humanisme chinois au musée Guimet (29 de octubre de 2003 - 29 de febrero de 2004), Reunión de Museos Nacionales, 2003.[11]
- « Le confucianisme est un humanisme», Libération, 30 octobre 2003, p. 6.[12][13]
- « Le souffle chinois», Cahiers du cinéma no 584, noviembre de 2003, p. 90-91.
- « De sa vie, la plus belle chose possible», Revue des Deux Mondes, octubre-noviembre de 2003), p. 61-68.[12]
- Traducción de capítulos 19 (« Du devoir de se cultiver») y 20 (« De la synthèse ultime») de Huainan Zi 淮南子 (gran compendio taoísta del comienzo Han), in Philosophes taoïstes II. Huainan zi, texto traducido, presentado y anotado bajo la dirección de Charles Le Blanc y de Rémi Mathieu, Gallimard, « Bibliothèque de la Pléiade», 2003.
- « Confucius, un maître de la parole vivante», Pequeño libro de 20 páginas que acompañan 3 CD Confucius Entretiens de la « Librairie sonore», Frémeaux & Associés, 2004.
- Comment devient-on universel? Le cas Confucius, in Id. et al. Comment devient-on universel?, tome 1, actos de coloquio organizados por la Fondation Ostad Elahi, Ethique et solidarité humaine, en el Palais du Luxembourg, 13 septembre 2003, Paris, L'Harmattan, 2005.
- « Vers un confucianisme mondialisé?», Les Cahiers de Mars no 183 (2005): La Chine du xxie siècle, p. 140-144.
- L’homme et la société selon l’expérience confucéenne, en Julien Ries (ed.), Crises, ruptures, mutations dans les traditions religieuses, Turnhout, Brepols, 2005, p. 77-93.
- Les Lumières dans le monde: la Chine, in Lumières! Un héritage pour demain, catálogo de la exposición de la Bibliothèque nationale de France, 1.º marzo - 28 de mayo de 2006, ed. por Yann Fauchois, Thierry Grillet et Tzvetan Todorov, Paris, Bibliothèque nationale de France, 2006, p. 168-172.
- « L’idéal universaliste», conversación con Sophie Lherm, en Les Lumières: des idées pour demain, « Télérama Hors-Série», 2006, p. 73.

### En otras lenguas
- I primordi del l'impero, in Sandro Petruccioli (éd.), Storia della scienza, Rome, Istituto della Enciclopedia Italiana. vol. II: Cina, India, Americhe, 2001, p. 73-83.
- Yao Xinzhong, éd., The Encyclopedia of Confucianism, 2 vols., Londres, Routledge, 2003.
- Chunqiu 春秋
- Chunqiu Gongyang xue春秋公羊学
- Chunqiu Gongyang zhuan 春秋公羊传
- Chunqiu Guliang zhuan 春秋谷梁传
- Chunqiu Zuozhuan 春秋左传
- Guo yu 国语
- Jixia xuegong 稷下学宫
- Jingzhou xue pai 荆州学派
- Kong Zi 孔子
- Lunyu 论语
- Mengzi 孟子
- Rujia ba pai 儒家八派
- Si-Meng xuepai 思孟学派
- Si shu 四书
- Si shu zhangju jizhu 四书章句集注
- Xiaojing 孝经
- Filial piety with a vengeance: the tension between rites and law in the Han, in Alan K.L. Chan & Tan Sor-hoon (éd.), Filial Piety in Chinese Thought and History, Londres & New York, Routledge, Curzon, 2004, p. 29-43.
- The status of qing in philosophical texts of ancient China, in Paolo Santangelo (éd.), Expressions of states of mind in Asia, jornal de trabajo INALCO-UNO realizado en Naples el 27 de mayo de 2000, Naples, Università degli studi di Napoli y Institut national des langues et civilisations orientales, 2004, p. 49-71.
- « The problem with Chinese philosophy», Revue internationale de philosophie, vol. 59, no 232, abril de 2005: La philosophie chinoise moderne, p. 175-180

## Reconocimientos
Su libro de 1997 Histoire de la pensée chinoise, en Éditions du Seuil, fue reeditado en 2002. ISBN 978-2020540094. Además fue premiado en 1997 con el Premio Stanislas Julien de la Académie des inscriptions et belles-lettres y con el Premio Dagnan-Bouveret de la Académie des sciences morales et politiques.